# Dy-Na-Mi-Tee
«Dy-Na-Mi-Tee» es una canción de la rapera británica Ms. Dynamite, publicada como segundo sencillo de su álbum de estudio debut, A Little Deeper, el 26 de agosto de 2002. Alcanzó el número cinco en la lista de singles del Reino Unido en septiembre, su posición más alta alcanzada hasta la fecha en la lista hasta que Dibby Dibby Sound con DJ Fresh alcanzó el número tres en 2014. La canción también alcanzó el top 40 en Italia, Nueva Zelanda, España y Suiza.
La artista interpretó el tema en el concierto Live 8 en Hyde Park (Londres). Existe una remezcla de la canción con el rapero Nas como protagonista y producida por Swizz Beatz.
El sencillo obtuvo la certificación de plata por la Industria Fonográfica Británica (BPI) en el Reino Unido, al superar las 200 000 ventas.
Así mismo, formó parte del listado de canciones incluidas en el videojuego FIFA Football 2003, publicado por EA Sports. 

## Posición en listas
| Listas (2002)                                 | Posición más alta |
| --------------------------------------------- | ----------------- |
| Alemania (GfK Charts)                         | 81                |
| Australia (ARIA)                              | 96                |
| Bélgica (Ultratop 50 Singles - Flandes)       | 15                |
| Bélgica (Ultratop 50 Singles - Valonia)       | 16                |
| Escocia (Scottish Singles and Álbumes Charts) | 21                |
| España (PROMUSICAE)                           | 16                |
| Irlanda (IRMA)                                | 42                |
| Italia (FIMI)                                 | 26                |
| Nueva Zelanda (Recorded Music NZ)             | 40                |
| Países Bajos (Nederlandse Top 40)             | 6                 |
| Países Bajos (Dutch Single Top 100)           | 50                |
| Reino Unido (UK Singles Chart)                | 5                 |
| Reino Unido (UK Hip Hop/R&B)                  | 2                 |
| Suiza (Schweizer Hitparade)                   | 25                |